# Ling Shuhua
Dans ce nom, le nom de famille, Ling, précède le nom personnel.
Ling Shuhua (en chinois : 凌叔华)  née en 1900, morte en 1990, également connue sous le nom de Su-hua Ling Chen après son mariage, est une femme de lettres  et une peintre chinoise dont les nouvelles sont devenues populaires au cours des années 1920 et 1930.

## Biographie
Ling Shuhua  (Ling Ruitang de nom de naissance) est née  à Pékin, à l’époque de la dynastie Qing. Elle est la fille de la quatrième épouse d'un officiel de haut rang de la province méridionale de Canton, qui servit plus tard comme maire de Pékin. En 1912, la dynastie des Qing s’effondre, la République est proclamée. En janvier 1917, Hu Shi rédige, dans le journal Nouvelle Jeunesse（新青年, Xīn qīngnián), fondée par Chen Duxiu,  le manifeste Suggestion pour une réforme de la littérature, demandant à tous ceux qui écrivent d'utiliser dorénavant la langue parlée (baihua) au lieu du chinois classique, incompréhensible pour la grande majorité de la population. Ce changement de langue veut favoriser la diffusion d'une littérature populaire. Ling Shuhua opte pour le baihua. Elle n'a jamais montré ses œuvres de fiction à son père, de peur qu'il ne réfute son utilisation de cette langue vernaculaire.
En 1922, elle s’inscrit, avec sa compatriote, l’auteure Bing Xin, à l'Université de Yanjing pour suivre une formation en littérature étrangère. Peu de temps après l’obtention de son diplôme, elle épouse le fondateur d’une  revue littéraire, s'inscrivant dans le mouvement du 4-Mai. En 1927, le couple  déménage dans le Hunan de sorte que Chen puisse enseigner à l'université de Wuhan.
Publié en 1928, Hua zhi si (le «Temple de fleurs»,) est le premier livre de fiction de Ling Shuhua. Il comprend certaines de ses plus célèbres nouvelles, y compris « L’oreiller  brodé» et «À la veille de la fête de la mi-automne".
Pendant son séjour à l'université de Wuhan, Ling Shuhua rencontre Julian Bell en 1935 qui y est provisoirement professeur d'anglais. Pendant son court séjour en Chine,  jusqu'en 1937, ils ont  une histoire d'amour bien que Ling Shuhua soit encore mariée,.
Grâce à sa relation avec Julian Bell, elle entame une correspondance avec Virginia Woolf, la tante de Bell. Les deux auteures maintiennent des échanges épistolaires entre 1938 et 1941. Virginia Woolf accepte de lire un manuscrit de Ling Shuhua. Ce manuscrit est publié en 1953, sous le titre "Anciennes mélodies". Ling dédie cette œuvre à Virginia Woolf et à Vita Sackville-West, qu'elle a rencontrée en Angleterre dans les années 1940.
Elle déménage à nouveau à Londres en 1947, où elle devient   représentante chinoise à l'UNESCO. Elle séjourne la plupart du temps à Londres, sauf en 1956 où elle enseigne à l'Université Nanyang à Singapour. Elle retourne en Chine peu de temps avant sa mort en 1990.
Shuhua avait une fille nommée Chen Hsiao-ying.

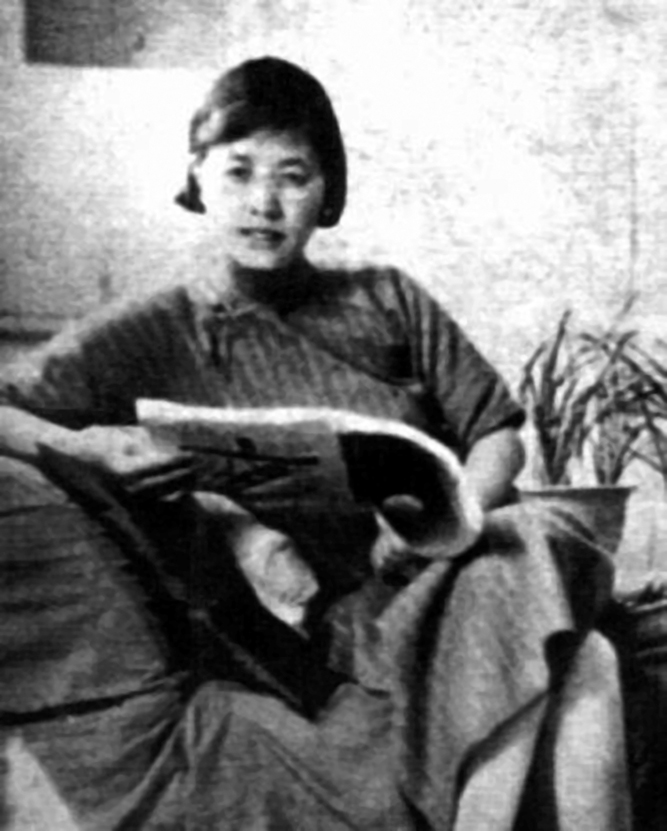

Ling a également pratiqué la calligraphie et était un peintre de la tradition savante. Certains de ses ouvrages chinois ont été publiés avec ses propres peintures à l'encre sur la couverture.

## Style d'écriture et accueil
Elle s'est particulièrement intéressée à la psychologie des personnages féminins, se préoccupant moins des contextes politiques et sociaux. Ses nouvelles ayant été publiées dans des revues occidentales, elle a souvent été associée à l'esthétique littéraire occidentalisée. Les critiques chinois l'ont quelquefois surnommée la « Katherine Mansfield de la Chine ». Ling Shuhua connaissait les œuvres de Mansfield et a cité l’influence de cette auteure sur son travail.
Vita Sackville-West a écrit l'introduction de l’ouvrage Ancient melodies. Lorsque le livre a été publié, il a reçu un succès immédiat en Occident. John Boynton Priestley a écrit un essai sur cette publication, le qualifiant de «  livre de l'année ». André Malraux, en France, ainsi que les critiques dans la presse littéraire anglo-saxonne l’ont bien accueilli.

## Principales publications
- Hua zhi si (en anglais : Temple of flowers ; en français : Temples de fleurs), Shanghai, 1928.
- Nüren (en anglais : Women; en français : Femmes), Shanghai, 1928.
- Xiao ge’er lia (en anglais : Little Brothers ; en français : Deux petits frères), Shanghai, 1935.
- Ancient melodies (écrit en anglais), 1953.

### Traductions
- « La fête de la mi-automne » et « Les deux petits frères », dans Le Fox-trot de Shanghai et autres nouvelles chinoises, trad. Isabelle Rabut et Angel Pino, Albin Michel, « Les grandes traductions », 1996, p. 149-185.